# Gilbert Violeta
Gilbert Félix Violeta López (Chincha, Ica, 19 de octubre de 1974) es un abogado y político peruano. Fue congresista de la república para el periodo 2016-2019, conformando las bancadas de Peruanos por el Kambio y Contigo.

## Biografía
Cursó Derecho en la Universidad Mayor de San Marcos y se recibió de abogado. Es egresado de maestría en Derecho de la Propiedad Intelectual y de la Competencia, por la Pontificia Universidad Católica del Perú. Tiene estudios de postgrado en la Universidad de Salamanca, en Derecho, Economía y Sociedad.
En su juventud se orientó hacia la izquierda moderada y dirigió un movimiento universitario, Unión Estudiantil, llegando incluso a ser expulsado de San Marcos por realizar una protesta, aunque fue readmitido poco después.
En el 2006, junto con Itzear Magaly Silva Medina, constituyó la empresa ABC Group for Human Development S.A.C., con el fin de brindar servicios educativos de nivel superior y de consultoría en este tema y conexos: educativos, legales y ambientales. Según Violeta, tuvo un conflicto legal con una accionista, Ester Carolina Morales Schaus, a quien terminó vendiendo la empresa, desligándose totalmente de esta, en el 2008. Luego, dicha empresa se convirtió en la principal compañía de Rodolfo Orellana (de quien era pareja Ester Morales), sindicado cabecilla de una red delincuencial, implicada en la usurpación de propiedades y terrenos, compra de jueces, entre otros delitos. Ello motivó a que Violeta se viera involucrado en la investigación iniciada tras el destape del caso Orellana.
En 2008, Violeta se convirtió en asesor de Pedro Pablo Kuczynski, que por entonces tanteaba la posibilidad de postular a la presidencia del Perú. Dicho encuentro lo posibilitó Augusto Loli, abogado de Kuczynski y dueño del estudio donde Violeta trabajaba. Con miras a las elecciones generales de 2011, no lograron formar un partido propio, de modo que Kuczynski se lanzó al  frente de una coalición de cuatro partidos, bautizada como Alianza por el Gran Cambio (APGC), que logró el tercer lugar en la primera vuelta electoral. Terminada las elecciones, los seguidores de Kuczynski, conocidos como los PPKausas, se concentraron en forjar el partido propio, y así nació Peruanos Por el Kambio, con la siglas de PPK, que son también la iniciales del nombre de su líder. Salvador Heresi fue nombrado secretario general del partido, mientras que Violeta asumió la vicepresidencia ejecutiva.
En agosto del 2011, Violeta empezó a laborar en el Congreso de la República como asesor principal de la bancada de APGC, hasta que este grupo parlamentario se desarticuló en el 2013. En el 2015 asumió la vicepresidencia del Instituto País (IPAIS), un think tank fundado por Pedro Pablo Kuczynski.
En las elecciones generales de 2016, Violeta ejerció como jefe de la campaña electoral de su partido, hasta el mes de febrero, en que fue reemplazado por Martín Vizcarra, en momentos que la candidatura de PPK se hallaba en cuarto lugar y con 7% de intención de votos. La anulación de las candidaturas de César Acuña Peralta y de Julio Guzmán Cáceres, posibilitó que la candidatura de PPK remontara hasta el segundo lugar, obteniendo el 21% de votos, detrás de la candidatura de Keiko Fujimori de Fuerza Popular, que obtuvo el 39%. Ambos disputaron así la segunda vuelta electoral, en la que se impuso PPK con apenas una diferencia de poco más de 40.000 votos.
Violeta postuló también al Congreso de la República del Perú, con el número 2 de su partido y en representación de Lima Metropolitana. Ganó la curul obteniendo 80 944 votos preferenciales. El 22 de julio de 2016 juró como Congresista de la República, por «la verdadera unidad democrática del pueblo peruano».

## Controversias
La Fiscal Zoraida Avalos investiga a Gilbert Violeta por el presunto cobro de cupos a candidatos que querían integrar la lista congresal de Peruanos por el Kambio (PpK) en la última campaña. 
La carpeta fiscal es la 85–2018; ahí se investigan los delitos de encubrimiento y asociación ilícita. En el escrito se lee que cuando Revollar fue convocada a una reunión para la presentación de la plancha presidencial, la que se realizó en el Hotel Meliá de Lima, en marzo de 2016, Gonzalo Girón Román, coordinador regional del partido PpK, le pidió S/30 mil como aporte obligatorio para ser candidata al Congreso.  
El documento filtrado precisa que Girón le dijo a Revollar, después de inscribir su candidatura, que “Violeta le estaba exigiendo dicho monto”. La entonces candidata al Parlamento por Peruanos por el Kambio no accedió al pedido. Ella sostiene que, desde ese momento, se inició una campaña en su contra y añade que fue víctima de amenazas y agravios. Girón decidió apoyar a otro candidato dedicado a la minería, que sí habría entregado el dinero requerido, dice en la denuncia que se encuentra en el despacho del fiscal de la Nación.